# Martin Heinig
Martin Heinig (* 1958 in Husum) ist ein deutscher Maler des Neo-Expressionismus. Der Schwerpunkt seiner Arbeit  besteht in der Malerei von großformatigen Porträts.

## Leben und Werk
Martin Heinig wurde 1958 in Husum geboren und ging 1979 nach Berlin, um an der Berliner Hochschule der Künste zu studieren. Dort war er vor allem Schüler der Maler Georg Baselitz und Wolfgang Petrick, die neben weiteren Malern dieser Epoche wie Anselm Kiefer und Sigmar Polke seine Arbeiten stark beeinflusst haben.
Nach dem Studium wirkte Heinig als freischaffender Künstler in Berlin und wendete sich nach anfänglichen Experimenten sehr schnell der sehr großformatigen Porträtmalerei in Öl und Gouache zu. Dabei präsentiert er seine Bilder in zahlreichen nationalen und internationalen Ausstellungen und öffentlichen wie privaten Sammlungen, vor allem in Deutschland, Kanada und China.

## Öffentliche Sammlungen (Auswahl)
- Berlinische Galerie
- Prudential Insurance in Toronto, Kanada
- Französische Botschaft in Peking, China
- Volkswagen AG in Peking, China
- American Barrick in Toronto, Kanada
- Kultur- und Technologiezentrum Rathenau, Berlin
- Unfallkrankenhaus Berlin (UKB)

## Ausstellungen (Auswahl)

### Einzelausstellungen
- X - MAL LIEBE, Produzentengalerie K 19, Berlin (West) (1984)
- Köpfe, Kunstverein Schering, Berlin (1985)
- Recent Paintings, Mira Godard Gallery, Toronto (1987)
- Neue Bilder und Gouachen, Galerie Brusberg, Berlin (1989)
- Faces, Mira Godard Gallery, Toronto (1990)
- Orange is crossing, Galerie Thilo Steiger, Lübeck (1993)
- Your body, my soul, Kunstmuseum Odense (1995)
- Firenze/Berlino, due realtà a confronto, Libreria CIMA, Florenz (1997)
- Bilder aus Berlin 1985-1996, Deutsche Botschaft Peking (1997)
- HALLE 75, Kunst- und Technologiezentrum Rathenau, Berlin (1998)
- HEINIG IS BACK, Gallery Secret Garden, Peking, China (2001)

### Gruppenausstellungen
- 5 x Junge Malerei, Galerie Brusberg, Berlin (1985)
- Art Cologne (1986, 1987, 1988)
- C.I.A.E., Mira Godard Gallery, Chicago (1988)
- Internationale Moderne Kunstausstellung. Koreanische und internationale Künstler, Galerie Roho / Kunstamt Reinickendorf, Berlin, mit Harald Gnade, Ilja Heinig, Ingo Kühl u. a. (1989)
- Galerie Berlin, Staatlicher Kunsthandel der DDR, Ostberlin (1990)
- Berlin in Mitte, Galerie Berlin, Berlin (1992)
- United Buddy Bears, Berlin (2003), Hongkong (2004), Istanbul (2004/05), Tokio (2005), Seoul (2005), Sydney (2006)
- Wilder Kiez West Berlin, Westphal Berlin, Berlin, mit Barbara Quandt, Bettina Niedt und Walter Stöhrer (2015)